# 東方三博士の礼拝 (ロレンツォ・モナコ)

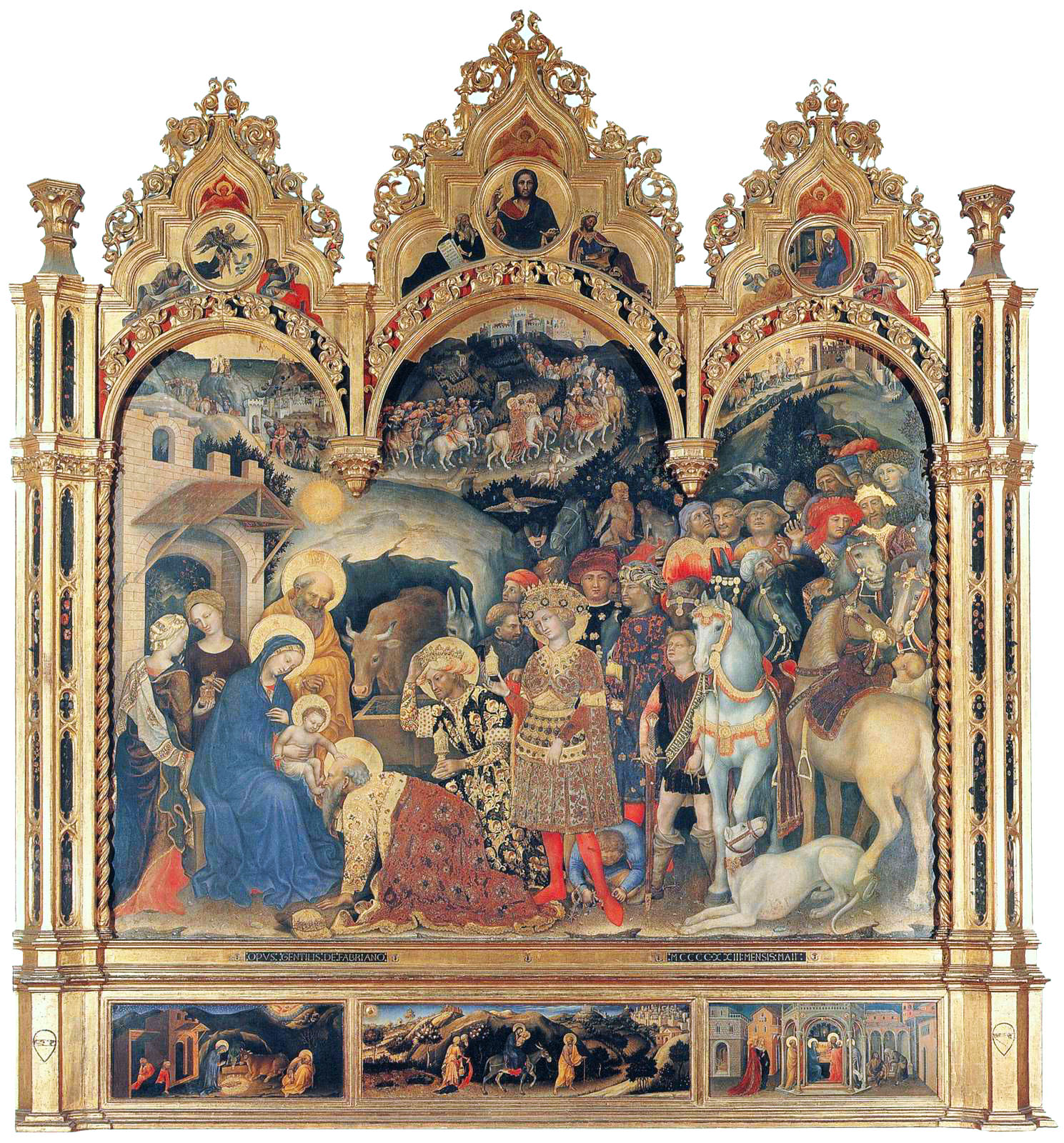
ジェンティーレ・ダ・ファブリアーノ『東方三博士の礼拝』(1523年ごろ)、ウフィツィ美術館 (フィレンツェ)

『東方三博士の礼拝』（とうほうさんはかせのれいはい、伊:Adorazione dei Magi）は、イタリアの後期ゴシック期の画家、ロレンツォ・モナコによる板上のテンペラ画である。現在、フィレンツェのウフィツィ美術館に所蔵されている。

## 歴史
絵画は、ほぼ完全に文書で知られている。作品は3人の助手の助けを借りて、ロレンツォによって制作され、サイズが縮小されたにもかかわらず、ロレンツォは182フローリンという巨額の代金を支払われた。ジョルジョ・ヴァザーリの『画家・彫刻家・建築家列伝』のいくつかの示唆によると、教皇マルティヌス5世によって再奉献された、フィレンツェのサンテジディオ教会のために制作されたのかもしれない。

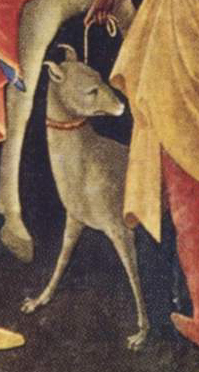
猟犬

その後、作品はサンマルコ修道院の回廊に面した部屋で記録されており、フラ・アンジェリコが見ている。1810年の文書は、最初にこの作品がどうしてフラ・アンジェリコ自身に帰属されたかを記している。

## 概要
本作は、ほとんどのロレンツォの作品の典型的な要素である金地の背景をかなり減らした大きな構図である。上部は三連祭壇画をなす額縁の形をしている。
左側には、キリストの降誕の場面が描かれているが、ロレンツォが同時代の芸術における幾何学的な遠近法の導入を拒否したことを示す建築の中に設定されている。本作は、ジェンティーレ・ダ・ファブリアーノの『東方三博士の礼拝』とまったく同時代の作品であるが、ロレンツォは背景に不毛な岩山と抽象的な建築を配置し、人物は実体のない図式的な描き方で表されている。
聖母マリアは、3つの星（処女性の象徴）が付いた紺色の衣服を身につけ、石の上に座って、幼子イエス・キリストを来訪者に提示している。聖ヨセフは左下隅に座って、上を向いている。
中央と右の場面は、マギ (東方三博士）の行列で占められている。福音書の伝統とは異なり、3人はすべて老人として描かれているわけではないが、3つの異なる年齢が表されている。マギには、ムーア人からタタール人までのさまざまな民族が追随しているほか、猟犬やラクダなどの動物も描かれている。上部には、ジョットに啓発されたような風景がある。立っているマギと、その隣のマギの衣服にはアラビア語の書体が記されている。
中央アーチの尖塔部には祝福する贖い主イエス・キリストが、左右の尖塔部には2人の預言者が描かれている。 15世紀に額縁は単純な長方形に作り直され、画面左右の両側隅にさらに2人の預言者と受胎告知の聖母マリア、および大天使ガブリエルが追加された。この追加箇所はコジモ・ロッセッリによってに制作された。